# Sargonidzi
Sargonidzi – umowna nazwa ostatniej, najwybitniejszej dynastii państwa nowoasyryjskiego panującej w latach 722–612 p.n.e.
Założycielem był Sargon II, który będąc generałem obalił w 722 roku p.n.e. Salmanasara V. Za panowania tej dynastii Asyria stała się pierwszą potęgą Bliskiego Wschodu, która podbiła wszystkie ościenne państwa. Sargonidzi toczyli nieustanne wojny w wyniku czego państwo funkcjonowało głównie dla i z wypraw wojennych, przynoszących bogate łupy. Wobec podbitych ludów stosowali bezwzględną politykę terroru i masowych deportacji całych ludów nieznanych w takiej skali w ówczesnym świecie starożytnym. Szczególnie Aramejczycy w wyniku tej polityki zostali przesiedleni w różne rejony imperium włącznie z rdzenną Asyrią. Sargonidzi tym samym przyczynili się do rozpowszechnienia języka aramejskiego, który po asyryjskim (języku starej arystokracji i dynastii) stał się drugim językiem w państwie. Przyśpieszyło to proces arameizacji społeczeństwa asyryjskiego, który już trwał od kilku wieków.
Skutkiem ciągłych wojen był podbój Babilonii, posthetyckich państewek Syrii, Izraela i Judy, Egiptu i Elamu, zwasalizowanie Fenicji. Jedynie Urartu nie zostało podbite, ale osłabione, przez co nie mogło odgrywać swojej ochronnej roli przed koczowniczymi ludami stepowymi. Ciągłe podboje Sargonidów dały tylko krótkotrwały efekt w postaci łupów i rozległego imperium, ale bezwzględny wyzysk prowincji i brutalne metody tylko wzmogły wrogość pokonanych ludów wobec Asyrii.
W ostatecznym rozrachunku polityka Sargonidów była krótkowzroczna i jałowa, a jej przedstawiciele typowymi, brutalnymi władcami wschodu. Nie potrafili przeciwdziałać zachodzącym dynamicznym zmianom na terenie Bliskiego Wschodu. W dziedzinie gospodarczej stosunki były anachroniczne, a rezerwy ludzkie do prowadzenia walki na wyczerpaniu. Sargonidzi poza tym na czas nie zreorganizowali armii, mogącej równać się z jazdą ludów irańskich (Medów) czy koczowniczych (Kimmerów i Scytów). W konsekwencji doprowadziło to do zagłady dynastii i imperium w latach 614–612 p.n.e.–605 p.n.e. Głównym spadkobiercą Asyrii stało się państwo nowobabilońskie.

## Drzewo genealogiczne Sargonidów
Sargon II – założyciel dynastii, król Asyrii i Babilonii. W inskrypcjach przedstawia siebie jako potomek Tiglat-Pilesera III.
```
~
Atalia

~ NN
│
└─>
Sennacheryb
 – król Asyrii i Babilonii 705-681 p.n.e.
    ~
Taszmetum-szarrat

    ~NN
    │
    └─>
Aszur-nadin-szumi
 – król Babilonii i następca tronu uprowadzony do Elamu w 694 p.n.e.
    │
    └─>
Arda-Mulissi
 – identyfikowany z biblijnym Adramelekiem, jeden z zabójców ojca
[
2
]

    │
    └─>
Sareser
 – biblijne imię drugiego zabójcy ojca
[
3
]

    ~
Naqi'a
 (Zakutu)
    │
    └─>
Asarhaddon
 – król Asyrii i Babilonii 681-669 p.n.e.
        ~
Eszarra-hamat
 – 672 p.n.e.
        ~NN
        │
        └─>
Sin-nadin-apli

        │
        └─>
Szamasz-szuma-ukin
 – król Babilonii 668-648 p.n.e.
        │
        └─>
Aszurbanipal
 – król Asyrii 669-631 p.n.e.
            ~
Aszur-szarrat
(?)
            │
            └─>
Aszur-etel-ilani
 – król Asyrii 630-626 p.n.e.
            │
            └─>
Sin-szarra-iszkun
 – król Asyrii 626-612 p.n.e.
```